# Andreas Gruschke
Andreas Gruschke (Tengen, 16 aprile 1960 – 30 gennaio 2018) è stato uno scrittore, fotografo, giornalista ed orientalista tedesco.

## Biografia
Ricercatore del Tibet, ha studiato geografia, etnologia e sinologia ad Aquisgrana, Friburgo e Pechino; dal 1987 ha lavorato come autore e giornalista.
Gruschke ha pubblicato numerosi libri e articoli in lingua tedesca e inglese – soprattutto sulla cultura tibetana, tra i quali lavora pionieristicamente sui monasteri nell'Oriente tibetano, nelle regioni Amdo e Kham. Altri libri e le relazioni con la Corea, l'Himalaya e la Cina, oltre a due foto album sulla sua patria: la Hegau e il Reno superiore. Ha studiato i nomadi della regione orientale tibetana dello Yushu (Kham settentrionale).
È morto nel 2018.

## Opere
- Miti e leggende del Tibet. Storie di guerrieri, monaci, demoni e dell'origine del mondo, Neri Pozza Editore, Vicenza 1999. ISBN 978-88-7305-943-1
- La regione dell'Himalaya. Cultura, storia, popoli, Gansser A., Gruschke A., Olschak B.C., edizione italiana per Touring Club Italiano, Milano 1991.
- I monumenti culturali del Tibet esterna Province: Amdo (inglese), Bangkok 2001.
- I monumenti culturali del Tibet esterna Province: Kham (inglese), Bangkok 2004.